# Talsperre Campilhas
Die Talsperre Campilhas (portugiesisch Barragem de Campilhas) liegt in der Region Alentejo Portugals im Distrikt Setúbal. Sie staut den Campilhas, einen linken (westlichen) Nebenfluss des Sado zu einem Stausee (port. Albufeira da Barragem de Campilhas) auf. Die Kleinstadt Cercal do Alentejo befindet sich ungefähr fünf Kilometer südwestlich der Talsperre.
Mit dem Projekt zur Errichtung der Talsperre wurde im Jahre 1941 begonnen. Der Bau wurde 1954 fertiggestellt. Die Talsperre dient neben der Trinkwasserversorgung auch der Bewässerung. Sie ist im Besitz der Associação de Regantes e Beneficiários de Campilhas e Alto Sado.

## Absperrbauwerk
Das Absperrbauwerk ist ein Staudamm mit einer Höhe von 35 m über der Gründungssohle (28 m über dem Flussbett). Die Dammkrone liegt auf einer Höhe von 111,5 m über dem Meeresspiegel. Die Länge der Dammkrone beträgt 711 m und ihre Breite 8 m. Das Volumen des Staudamms umfasst 680.000 m³.
Der Staudamm verfügt sowohl über einen Grundablass als auch über eine Hochwasserentlastung. Über den Grundablass können maximal 114 m³/s abgeleitet werden, über die Hochwasserentlastung maximal 124 m³/s. Das Bemessungshochwasser liegt bei 722 m³/s.

## Stausee
Beim normalen Stauziel von 108 m (maximal 109,15 m bei Hochwasser) erstreckt sich der Stausee über eine Fläche von rund 3,33 km² und fasst 27,156 Mio. m³ Wasser – davon können 26,156 Mio. m³ genutzt werden. Das minimale Stauziel liegt bei 92,53 m.

## Kraftwerk
Auf der rechten Seite des Staudamms befindet sich ein kleines Wasserkraftwerk. Die durchschnittliche Jahreserzeugung liegt bei 0,54 Mio. kWh.